# Parentella parva
Parentella parva är en bönsyrseart som beskrevs av Henri Saussure 1899. Parentella parva ingår i släktet Parentella och familjen Mantidae. Inga underarter finns listade i Catalogue of Life.